# Sugenheim

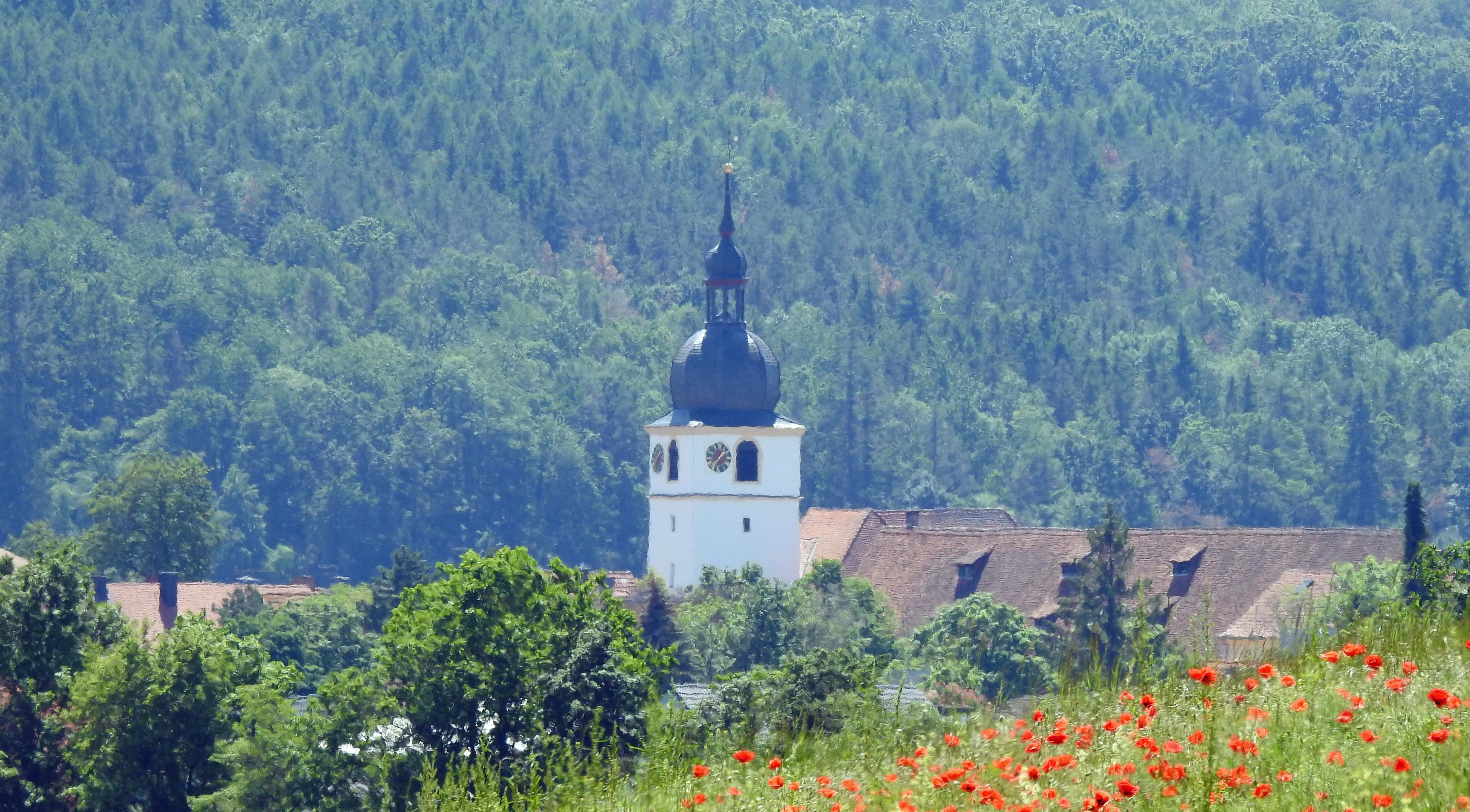
Sugenheim von Norden

Sugenheim (fränkisch: Suhnga) ist ein Markt im Landkreis Neustadt an der Aisch-Bad Windsheim in Mittelfranken und Mitglied der Verwaltungsgemeinschaft Scheinfeld.

## Geografie

### Geografische Lage
Die Gemeinde befindet sich mittig zwischen Nürnberg und Würzburg im südlichen Steigerwald im Ehegrund, einer vom Ehebach geschaffenen Flurlandschaft. Die größeren Gemeindeteile liegen alle am Ufer des Ehebachs oder an der ihm zufließenden Kleinen Ehe.

### Gemeindegliederung
Es gibt 13 Gemeindeteile (in Klammern ist der Siedlungstyp angegeben):
- Deutenheim (Pfarrdorf)
- Dutzenthal (Weiler)
- Ezelheim (Pfarrdorf)
- Hürfeld (Dorf)
- Ingolstadt (Kirchdorf)
- Krassolzheim (Pfarrdorf)
- Krautostheim (Pfarrdorf)
- Modelsmühle (Einöde)
- Neundorf (Kirchdorf)
- Rüdern (Weiler)
- Sugenheim (Hauptort)
- Ullstadt (Pfarrdorf)
- Wiesenmühle (Einöde)

Die Einöde Buchhof ist in den 1970er Jahren zur Wüstung geworden.
Es gibt auf dem Gemeindegebiet die Gemarkungen Deutenheim, Ezelheim, Ingolstadt, Krassolzheim, Krautostheim, Neundorf, Sugenheim und Ullstadt. Die Gemarkung Sugenheim hat eine Fläche von 13,212 km². Sie ist in 1444 Flurstücke aufgeteilt, die eine durchschnittliche Fläche von 9148,66 m² haben. In ihr liegen neben dem namensgebenden Ort die Gemeindeteile Hürfeld und Rüdern.

### Nachbargemeinden
Nachbargemeinden sind (von Norden beginnend im Uhrzeigersinn): Markt Bibart, Scheinfeld, Langenfeld, Neustadt an der Aisch, Ipsheim, Bad Windsheim, Markt Nordheim, Weigenheim, Ippesheim, Willanzheim und Iphofen.

## Geschichte
Die Gründung Sugenheims erfolgte auf fränkischem Lehnsgebiet im 9. Jahrhundert. Im Jahr 1298 wurde der Ort als „Subenheim“ erstmals urkundlich erwähnt, seit 1366 ist die heutige Form „Sugenheim“ bezeugt. Das Bestimmungswort des Ortsnamens ist der Personenname Subo, der als Gründer des Ortes angesehen werden kann.
Von den Lehnsherren Castell und Hohenlohe erwarben die Freiherrn von Seckendorff nach und nach einen geschlossenen Herrschaftskomplex und errichteten ein Schloss. Ab 1528 erfolgte in der Region die Reformation. Bereits 1524 hatte Florian von Seckendorff evangelische Geistliche in Sugenheim angestellt (1533 führte er dann die Verpflichtung auf die Augsburger Konfession und somit offiziell die Reformation durch). (Für Krautostheim, wo 1446 bereits der hussitische Wanderprediger Friedrich Müller auf offene Ohren gestoßen war, ist jedoch erst 1570 oder – mit Michael Veit Treuer 1597 – ein evangelischer Pfarrer belegt.). Die um 1600 neu gebaute, drei Flügel umfassende Schlossanlage mit dem von einer Galerie geschmückten kleinen Innenhof und vier massiven Ecktürmen lässt noch etwas von dem Charakter der ausgedehnten reichsunmittelbaren Adelsherrschaft spüren, die zum Fränkischen Ritterkreis gehörte. Nach dem Dreißigjährigen Krieg ließen sich dort zahlreiche protestantische Glaubensvertriebene aus Österreich nieder und trugen maßgeblich zum Wiederaufbau bei.
Im Jahr 1596 wurden in Sugenheim sieben Frauen und ein Mann (aus Sugenheim, Ezelheim und Deutenheim) wegen Hexerei verhaftet, gefoltert und hingerichtet. Von vier weiteren Frauen, die aus demselben Grund inhaftiert wurden, starb eine im Gefängnis und drei wurden 1597 des Landes verwiesen.
Gegen Ende des 18. Jahrhunderts gab es in Sugenheim 116 Anwesen. Das Hochgericht und die Dorf- und Gemeindeherrschaft übte die Herrschaft Sugenheim aus. Grundherren waren die Herrschaft Sugenheim (2 Schlösser, Amtsgebäude, Meierei, Gärtnerei, Kirche, Pfarrhaus, Judenschule, Schäferei, 6 Höfe, 37 Güter, 11 Gütlein, 38 Häuser, 2 Wirtshäuser, 2 Mühlen, Schmiede, Hirtenhaus; 1 Häfnerei mit Brennofen, 2 Feuerhäuser, 2 Torhäuser) und die Pfarrei Sugenheim (5 Güter).
Im Jahr 1796 wurde Sugenheim von preußischen Truppen eingenommen und an das Königreich Preußen angegliedert. 1810 kam Sugenheim an das Königreich Bayern. Im Rahmen des Gemeindeedikts wurde 1811 der Steuerdistrikt Sugenheim gebildet, zu dem Deutenheim, Dutzenthal, Ezelheim, Hürfeld und Rüdern gehörten. 1813 entstand die Ruralgemeinde Sugenheim, die deckungsgleich mit dem Steuerdistrikt war. Mit dem Zweiten Gemeindeedikt (1818) wurden drei Ruralgemeinde gebildet:
- Deutenheim mit Dutzenthal;
- Ezelheim;
- Sugenheim mit Hürfeld und Rüdern.[16][17]

Die Ruralgemeinde Sugenheim war in Verwaltung und Gerichtsbarkeit dem Landgericht Windsheim zugeordnet und in der Finanzverwaltung dem Rentamt Ipsheim. Die freiwillige Gerichtsbarkeit und Ortspolizei hatte jedoch bis 1848 das Patrimonialgericht Sugenheim inne, über drei Anwesen das Patrimonialgericht Ullstadt. Am 3. Juli 1838 wurde die Gemeinde an das Landgericht Markt Bibart und dem Rentamt Iphofen abgegeben. Ab 1862 gehörte Sugenheim zum Bezirksamt Scheinfeld (1939 in Landkreis Scheinfeld umbenannt) und ab 1879 zum Rentamt Markt Bibart (1919–1929: Finanzamt Markt Bibart, von 1929 bis 1972: Finanzamt Neustadt an der Aisch, seit 1972: Finanzamt Uffenheim). Die Gerichtsbarkeit blieb bis 1879 beim Landgericht Markt Bibart, von 1880 bis 1973 war das Amtsgericht Scheinfeld zuständig, seitdem ist es das Amtsgericht Neustadt an der Aisch. Die Gemeinde hatte 1964 eine Gebietsfläche von 13,240 km².

### Eingemeindungen
Am 1. Januar 1972 wurden die Gemeinden Deutenheim, Ezelheim, Ingolstadt, Krassolzheim, Krautostheim und Neundorf mit ihren jeweiligen Gemeindeteilen eingegliedert. Am 1. Mai 1978 kam Ullstadt hinzu.

### Einwohnerentwicklung
| Jahr               | 1818               | 1840               | 1852               | 1861               | 1867               | 1871               | 1875               | 1880               | 1885               | 1890               | 1895               | 1900               | 1905               | 1910               | 1919               | 1925               | 1933               | 1939               | 1946               | 1950               | 1961               | 1970               | 1987               | 2007               | 2012               | 2016               |
| Gemeinde Sugenheim | Gemeinde Sugenheim | Gemeinde Sugenheim | Gemeinde Sugenheim | Gemeinde Sugenheim | Gemeinde Sugenheim | Gemeinde Sugenheim | Gemeinde Sugenheim | Gemeinde Sugenheim | Gemeinde Sugenheim | Gemeinde Sugenheim | Gemeinde Sugenheim | Gemeinde Sugenheim | Gemeinde Sugenheim | Gemeinde Sugenheim | Gemeinde Sugenheim | Gemeinde Sugenheim | Gemeinde Sugenheim | Gemeinde Sugenheim | Gemeinde Sugenheim | Gemeinde Sugenheim | Gemeinde Sugenheim | Gemeinde Sugenheim | Gemeinde Sugenheim | Gemeinde Sugenheim | Gemeinde Sugenheim | Gemeinde Sugenheim |
| ------------------ | ------------------ | ------------------ | ------------------ | ------------------ | ------------------ | ------------------ | ------------------ | ------------------ | ------------------ | ------------------ | ------------------ | ------------------ | ------------------ | ------------------ | ------------------ | ------------------ | ------------------ | ------------------ | ------------------ | ------------------ | ------------------ | ------------------ | ------------------ | ------------------ | ------------------ | ------------------ |
| Einwohner          | 754                | 785                | 764                | 808                | 814                | 832                | 795                | 814                | 829                | 807                | 804                | 772                | 726                | 690                | 665                | 638                | 642                | 596                | 1114               | 1044               | 768                | 939                | 2333               | 2325               | 2312               | 2251               |
| Häuser             | 141                | 141                |                    |                    |                    | 147                | 148                |                    | 152                |                    |                    | 148                |                    |                    |                    | 141                |                    |                    |                    | 145                | 167                |                    | 665                |                    |                    | 753                |
| Quelle             | [ 23 ]             | [ 24 ]             | [ 25 ]             | [ 26 ]             | [ 27 ]             | [ 28 ]             | [ 29 ]             | [ 30 ]             | [ 31 ]             | [ 32 ]             | [ 25 ]             | [ 33 ]             | [ 25 ]             | [ 34 ]             | [ 25 ]             | [ 35 ]             | [ 25 ]             | [ 25 ]             | [ 25 ]             | [ 36 ]             | [ 19 ]             | [ 37 ]             | [ 38 ]             | [ 39 ]             | [ 39 ]             | [ 39 ]             |
| Ort Sugenheim      |                    |                    |                    |                    |                    |                    |                    |                    |                    |                    |                    |                    |                    |                    |                    |                    |                    |                    |                    |                    |                    |                    |                    |                    |                    |                    |
| Einwohner          | 668                | 707                |                    | 720                |                    | 724                |                    |                    | 737                |                    |                    | 698                |                    |                    |                    | 569                |                    |                    |                    | 914                | 691                | 874                | 942                |                    |                    |                    |
| Häuser             | 122                | 124                |                    |                    |                    |                    |                    |                    | 135                |                    |                    | 133                |                    |                    |                    | 129                |                    |                    |                    | 129                | 152                |                    | 262                |                    |                    |                    |
| Quelle             | [ 23 ]             | [ 24 ]             |                    | [ 26 ]             |                    | [ 28 ]             |                    |                    | [ 31 ]             |                    |                    | [ 33 ]             |                    |                    |                    | [ 35 ]             |                    |                    |                    | [ 36 ]             | [ 19 ]             | [ 37 ]             | [ 38 ]             |                    |                    |                    |

## Politik
Seit 1. Mai 2024 ist Anton Schiefer (SPD) berufsmäßiger Erster Bürgermeister. Er wurde am 28. April 2024 bei einer Wahlbeteiligung von 76,6 % mit einer Mehrheit von 67,1 % gewählt. Sein Vorgänger war Reinhold Klein (FWOE).

### Marktgemeinderat
Die Gemeinderatswahlen seit 2008 ergaben folgende Sitzverteilungen:
| Partei/Liste                            | Sitze | Sitze | Sitze |
| Partei/Liste                            | 2020  | 2014  | 2008  |
| CSU                                     | 1     | 2     | 2     |
| SPD                                     | 2     | 3     | 2     |
| Freie Wählergemeinschaft Ullstadt (FWU) | 2     | 2     | 2     |
| Freie Wähler Oberer Ehegrund (FWOE)     | 6     | 5     | 5     |
| Unabhängige Wähler Sugenheim (UWS)      | 3     | 2     | 3     |

### Wappen und Flagge
Wappen
| Wappen von Sugenheim | Blasonierung: „Unter rotem Schildhaupt in Silber ein schlingenförmig gebogener und außen mit je vier Blättern besetzter roter Lindenzweig.“ |
| Wappen von Sugenheim | Wappenbegründung: Der geschlungene Lindenzweig ist dem Wappen der Herren von Seckendorff entnommen und erinnert an ihre lang währende Herrschaft. Das rote Schildhaupt symbolisiert die Hochgerichtsbarkeit. Die Gemeinde Sugenheim führt seit 1958 ein Wappen. |

Flagge
Die Gemeindeflagge ist rot-weiß.

### Gemeindepartnerschaften
- Bikal, Ungarn

## Kultur und Sehenswürdigkeiten

### Museen
- Spielzeugmuseum im alten Schloss

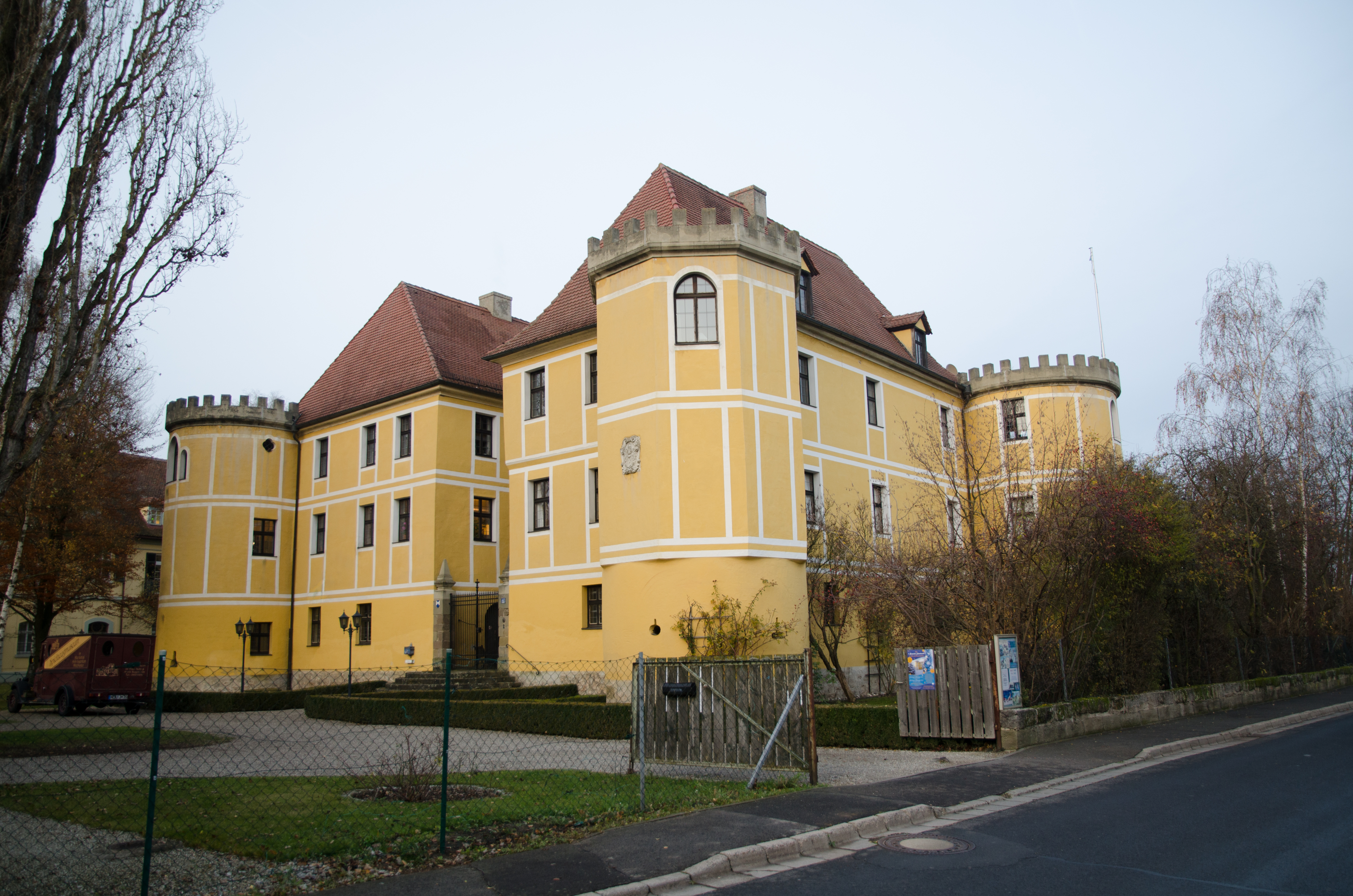
Altes Schloss Sugenheim (Spielzeugmuseum)

- Heimatmuseum in der ehemaligen Schafsscheune: Es zeigt landwirtschaftliche Geräte, Haushaltsgegenstände, einen Postschalter, eine Schusterei, Werkzeug aus alter Zeit und vieles mehr. Die Sammlung betreut der örtliche Heimat- und Gartenbauverein. Die Öffnung erfolgt immer am Tag des Offenen Denkmals am zweiten Sonntag im September und auf Anfrage.

### Bauwerke
- Ehegrundschule Sugenheim
- Haus der Vereine

### Bau- und Bodendenkmäler
- evangelische Markgrafenkirche St. Erhard
- Johanneskirche (Krautostheim)
- Kirche Neundorf (Sugenheim)
- Altes und Neues Schloss

### Parks
- Schlossgarten im englischen Stil

### Sport
- RSV Sugenheim 1947 e. V.

Der RSV Sugenheim bietet die Sportarten Fußball (Aufstieg bis in die 1. Kreisklasse), Gymnastik, Karate und Tennis.

## Infrastruktur und Wirtschaft

### Verkehr
Die Staatsstraße 2256 führt nach Deutenheim (2,3 km südwestlich) bzw. nach Ullstadt (3,2 km nordöstlich). Die Staatsstraße 2253 führt an Hürfeld und Fuchsau vorbei nach Markt Bibart zur Bundesstraße 8 (4,4 km nördlich). Die Kreisstraße NEA 31 führt nach Ezelheim (2,8 km westlich).

### Ansässige Unternehmen
- Fa. Staedtler
- Maler und Lackiermeister Herbolsheimer
- Busunternehmen HÖHN
- Metzgerei Kachler-Hoferer
- Audiosus

## Persönlichkeiten

### Söhne und Töchter des Marktes
- Ludwig Daniel Büttner (1712–1786), Seckendorfscher Gerichtsverwalter, herzoglicher Beamter in Weimar unter Goethe
- Georg Friedrich Rebmann (1768–1824), Jurist und Reformer
- Karl-Ludwig Kelber (1932–2018), Journalist und ADFC-Funktionär

### Weitere Persönlichkeiten, die mit dem Markt in Verbindung stehen
- Johann Albrecht Marx (* um 1719; † 1773), Urvater der Linie Zastrow-Marcks des Adelsgeschlechts von Zastrow
- Fritz Schöller (* 29. Juli 1909 in Neustadt an der Aisch; † 3. Mai 1973 in Löffingen), Lehrer und Politiker (NSDAP), in Ingolstadt ab 1. Oktober 1957 Lehrer in Ingolstadt (damals Landkreis Scheinfeld) und ab 1. Februar 1967 bis 1971 Rektor der Verbandsschule Ingolstadt-Oberer Ehegrund[45]
- Jan K. Kube (* 1949), Militariahändler und Auktionator